# Asclepias latifolia
Asclepias latifolia là một loài thực vật có hoa trong họ La bố ma. Loài này được (Torr.) Raf. mô tả khoa học đầu tiên năm 1832.